# خ-35 كياك
إن زفيسدا خ-35يو (بالروسية: Россия) : Х-35У يسمى لدى حلف الناتو SS-N-25 Switchblade' هو صاروخ بحري أسرع من الصوت مضاد للسفن.
ويمكن إطلاقه من الطائرات والمروحيات والسفن والبطاريات الساحلية ويعرف نظام الإطلاق ب Uran اختصاراً يورانيوم كما يعرف الصاروخ في روسيا باسم AS-20 'Kayak، وقد صمم خصيصاً لمهاجمة السفن التي يزيد وزنها على 5000 طن.

## التطوير
بدأ العمل على تطوير الصاروخ من قبل مؤسسة زفيسدا الروسية Zvezda سنة 1972 كصاروخ سطح-سطح ليح محل الصاروخ السوفياتي SS-N-2 وقد بدا تطويره خصيصا من اجل السفن الحربية الحديثة كمشروع 1154 للسفينة المضادة للغواصات وأيضا مشروع الفرقاطة 1135 كريفاك التي كانت ستكون بديلة للفرقاطة كوني.

## نظام يوران Uran
يضم نظام يوران الحربي 16 صاروخ نوع خ-35يو في قواذف على شكل 4x4 كما يتمز النظام على قدرة من إطلاق ممتابع للصواريخ على عدة اهذاف في نفس الوقت، ويتمز بقدرته على التفوق على الغب الأجهزة المضادة للصواريخ الموجودة على السفن الحديثة، كما يمكن تركيب النظام على السفن وعلى السطح.

## ميزات الصاروخ
يتمز الصاروخ خ-35يو بديناميكية جيدة جدا إضافة إلى خفة وزنه المصنوع من الألمنيوم كما يمكن طي جنيحاته عند تركيبه داخل القواذف.
يزن الوقود الصلب المستخدم للدفع 120 كلم على مرحلتين، وراس حربي يزن 150 كلغ وبوزن كلي يبلغ 750 كلغ ومدى يصل إلى 150 كلم.
يستخدم الصاروخ أسلوب مميز في الطيران حيث يعتمد في المرحة الأولى على توجيه من الطائرة أو السفينة أو البطارية الام ويطير على ارتفاعات منخفضة بين 5-10 متر وبسرعة تزيد عن 300 متر/ثا وعند اقترابه من السفينة يبدا رادار الصاروخ بالعمل والاطباق على الهدف ويخفض ارتفاعه إلى 3 متر على بعد 16 كلم لتجنب كشفه مما يجعل إمكانية رصده شبه مستحيلة.
وتعمل حاليا الشركة المصنعة على بناء نسخة برأس حراري بدل الراداري لاستخدامه ضد السفن الشبحية الحديثة.
النوع : صاروخ مضاد للسفن
سنة دخول الخدمة : 1983.
الوزن : 750 كلغ.
السرعة : 300م/ثا.
المدى : 150 كلم.